# Tom Cox (fantasy)
Pour les articles homonymes, voir Tom Cox.
Tom Cox est un cycle de fantasy écrit par Franck Krebs, prenant pour héros un jeune garçon qui devra au fil des années passer les différentes portes pour devenir un sorcier à part entière, tout en combattant un redoutable ennemi. Les romans ont paru entre 2001 et 2015.
Rappelant le cycle Harry Potter, l'auteur de cette série de livres a tout de même tenté de se séparer du modèle si connu pour donner à la France un nouveau héros de fantasy voire de High fantasy.

## La saga

### L'auteur
Franck Krebs est un professeur de français de nationalité française qui a enseigné dans la région parisienne en collège. Il enseigne aujourd'hui en lycée près de Rouen. Il continue sa carrière dans l'enseignement parallèlement à sa profession d'écrivain, ses vacances scolaires étant mises à profit pour rédiger ses manuscrits. L'idée d'un apprenti-sorcier voyageant à travers l'espace et le temps lui vint en lisant Harry Potter, cependant les histoires s'opposent par leurs déroulements. 

### La source d'inspiration
Comme le revendique l'auteur, la saga Tom Cox lui a été inspiré par la lecture du cycle Harry Potter. Les deux œuvres sont indubitablements liées l'une à l'autre. Afin d'appréhender correctement la lecture de Tom Cox, il ne faut pas négliger ce lien fort.
Les deux œuvres aux noms éponymes ont de nombreux points communs, comme par exemple le fait que les deux protagonistes sont des sorciers élus, ayant appris leur condition à l'adolescence. Toutefois, Franck Krebs a su séparer de plus en plus son récit de celui de J.K. Rowling, notamment par le cadre spatio-temporel très changeant.

### Livres
- Tom Cox et l'impératrice sanglante
- Tom Cox et l'œil du pharaon
- Tom Cox à la poursuite de Merlin
- Tom Cox et le temple des sacrifices
- Tom Cox et le diable du Tsar
- Tom Cox et le jour de l'invasion
- Tom cox et la fin des sorciers : Première partie
- Tom Cox et la fin des sorciers : Deuxième partie

### Remarques
- le nom original de Tom Cox était Brin d'épices
- c'est un des élèves de la classe de 5e de l'auteur qui lui a fait découvrir Harry Potter et ainsi lui permit d'imaginer l'histoire de Tom Cox
- François Roca a illustré toutes les couvertures de la saga
- sur la dernière page du huitième opus, on voit écrit : "Fin des aventures de Tom Cox"

## L'histoire

### Résumé
Tom Cox est un jeune parisien âgé de treize ans quand il est envoyé par ses parents chez Anna, la tante de son père, digne représentante d'une très ancienne famille du monde magique, les Fairystorms.
Au début de la saga, Tom vit avec ses parents à Paris, puis il déménage à Tours pour se rapprocher de la bonne vieille tante Anna dont le père de Tom s'était éloigné à la mort de ses parents, renonçant à la sorcellerie à tout jamais. Cependant, dans le quatrième roman, les parents de Tom sont paralysés et enlevés par l'ennemi numéro 1 du monde magique (et du monde normal, puisqu'il lorgne d'une façon malsaine dessus) : Mordom Horpilleur. Par la suite, celui-ci enlèvera également Anna…
Lors de ses voyages, Tom devait en théorie partir seul. Tooloo, son aigle furby (les furbies sont en réalité des animaux de compagnie de hauts dignitaires du monde magique ayant été enlevés et transformés en jouet, puis vendus dans le monde non-magique par Mordom Horpilleur), avait cependant la possibilité de l'accompagner. Cependant, lors de son second voyage, Cassandra, la dame de compagnie d'Anna restée bloquée au premier niveau, fut happée par la porte qui devait conduire Tom dans l'Égypte des pharaons : elle fut donc de la partie. À partir de la quatrième porte, Pat accompagnera Tom. D'abord son amie, elle deviendra bien plus.

### Mordom Horpilleur
Mordom Horpilleur, qui peut être rapproché du Voldemort de J. K. Rowling, ou du Sauron de J. R. R. Tolkien, est un personnage très mystérieux. Cherchant à dominer le monde, il a commis de terribles exactions, dont l'assassinat des grands-parents de Tom. De plus, il a tenté de rompre les communications entre les sages dispersés à travers le temps et l'espace. Sans lien entre eux, il est apparu très difficile d'organiser les voyages d'apprentissage pour les jeunes apprentis sorciers. De plus, Mordom a envahi purement et simplement le septième monde, où se déroulait autrefois le septième voyage, le pays des elfes, privant ainsi les sorciers de la possibilité d'accéder à la plus haute distinction en matière magique.

### Le Monde Magique
Le monde magique est régi par des lois qui lui sont propres. Contrairement au Pottermonde, les concepts de sang pur, sang mêlé et sang de bourbe n'existent pas : il semblerait que les sorciers naissent uniquement dans les familles de sorciers. De plus, le potentiel magique d'un individu n'est pas prédestiné à la naissance, l'apprenti sorcier se rend chez un maître — comme Anna dans le cas de Tom — où il prépare son voyage, puis, quand la porte du monde où il doit se rendre s'ouvre, l'individu y entre seul — en théorie — et en ressort une fois sa mission dans l'histoire remplie. S'il échoue, il pourra prétendre à la somme de pouvoir correspondant à la porte dont il a triomphé. Cependant, il est impossible de retenter une mission. Si vous échouez à la deuxième porte, vous avez le niveau 1 de magie une bonne fois pour toutes. Il existe sept portes.

### Les 7 portes
Chaque porte s'ouvre sur une époque et une région différente. La période de l'Histoire peur varier, mais la situation géographique et l'époque sont des constantes de chaque porte.
- Porte 1 : la Chine ancienne
- Porte 2 : l'Égypte antique
- Porte 3 : l'Angleterre médiévale
- Porte 4 : le Mexique précolombien
- Porte 5 : la Russie tsariste
- Porte 6 : le royaume de Babylone
- Porte 7 : le royaume des Elfes/le royaume de Mordom Horpilleur